# Aniavan
Aniavan (in armeno Անիավան?) è un comune di 516 abitanti (2010) della provincia di Shirak in Armenia.